# Ácido etanossulfônico
Ácido etanossulfônico é o ácido sulfônico de fórmula química C2H5SO2OH.